# Wydział Malarstwa Akademii Sztuk Pięknych w Gdańsku
Wydział Malarstwa Akademii Sztuk Pięknych w Gdańsku – jeden z czterech wydziałów Akademii Sztuk Pięknych w Gdańsku. Jego siedziba znajduje się przy Targu Węglowym 6 w Gdańsku.

## Struktura
- Katedra Malarstwa
  - I Pracownia Malarstwa
  - II Pracownia Malarstwa
  - III Pracownia Malarstwa
  - IV Pracownia Malarstwa
  - V Pracownia Malarstwa
  - VI Pracownia Malarstwa[2]
- Katedra Specjalizacji Artystycznych
  - Pracownia Sztuki Włókna
  - Pracownia Malarstwa Ściennego i Witrażu
  - Pracownia Sztuki w Przestrzeni Publicznej[3]
- Katedra Kształcenia Podstawowego
  - I Pracownia Podstaw Rysunku i Malarstwa
  - II Pracownia Podstaw Rysunku i Malarstwa
  - III Pracownia Podstaw Rysunku i Malarstwa
  - IV Pracownia podstaw Rysunku i Malarstwa
  - V Pracownia Podstaw Rysunku i Malarstwa
  - Pracownia Wiedzy o Działaniach i Strukturach Wizualnych
  - Anatomia i Studium Rysunku Anatomicznego[4]
- Katedra Rysunku
  - Rysunek. Studyjny
  - Rysunek. Koncepcyjny
  - Rysunek. Multimedialny
  - Rysunek. Figuracja/Obiekt[5]

## Kierunki studiów
- Malarstwo[1]

## Władze
- Dziekan: dr hab. Marek Wrzesiński
- Prodziekan: dr hab Aleksandra Jadczuk